# Paul Conrad
Paul Francis Conrad (?, 27 de junho de 1924 -  Rancho Palos Verdes , 4 de setembro de 2010) foi um cartunista estadunidense.
Detentor de três prêmios Pulitzer, vencidos em 1964, 1971 e 1984 por suas charges políticas, Paul Conrad  também ganhou dois prêmios Overseas Press Club, em 1981 e 1970.
Faleceu no dia 4 de setembro de 2010, de causas naturais, aos 86 anos.